# Fluchtweg

Rettungszeichen für Fluchtwege und Notausgänge nach ISO 7010

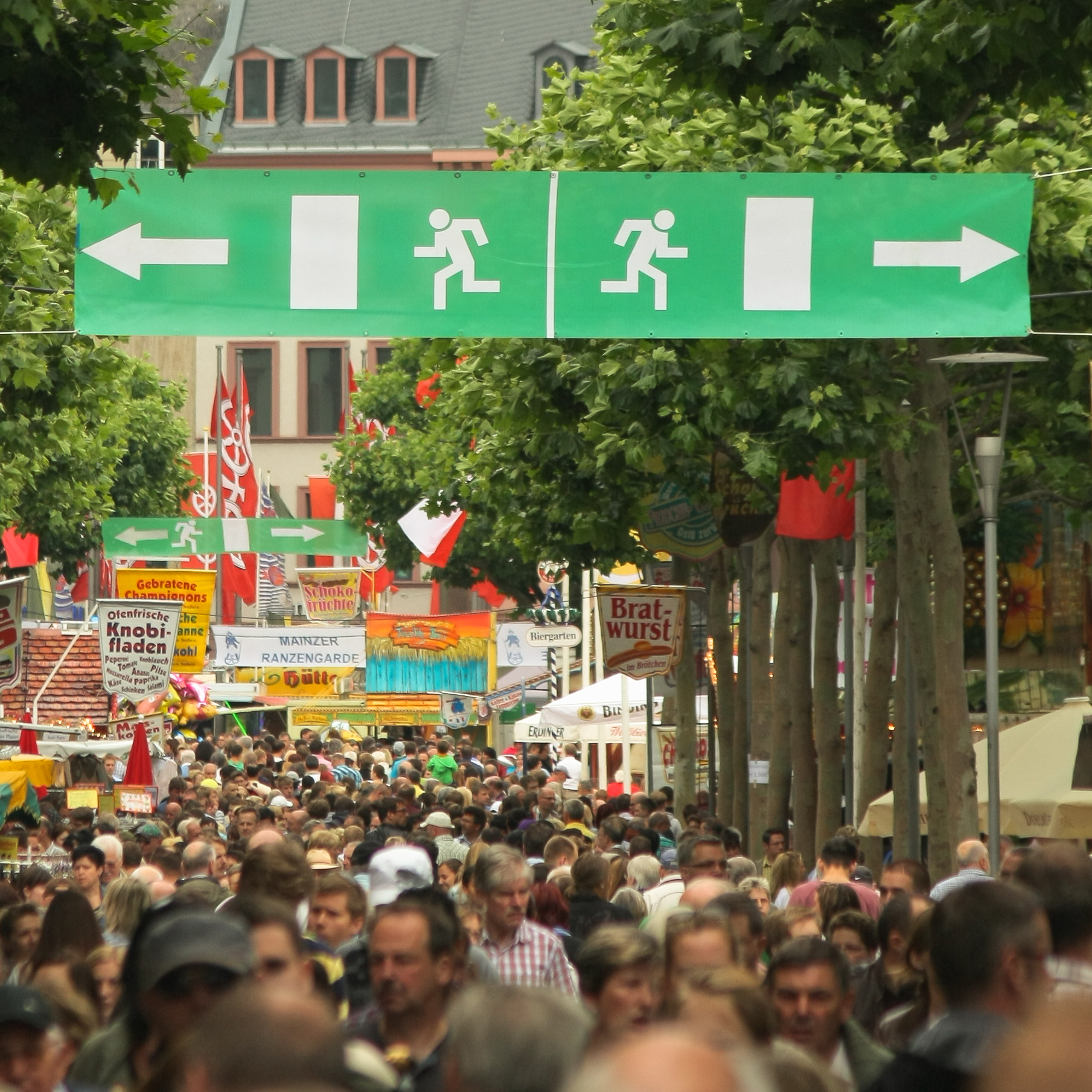
Seit dem Loveparade-Unglück werden die Fluchtwege in Deutschland auch auf Großveranstaltungen (wie hier während der Johannisnacht 2012 in Mainz) prominenter ausgezeichnet.

Ein Fluchtweg ist ein besonders gekennzeichneter Weg – meist innerhalb eines Gebäudes – der im Falle einer notwendigen Flucht schnell und sicher ins Freie oder in einen gesicherten Bereich führt. Der Hauptzweck eines Fluchtwegs ist die Selbstrettung. Einen Ausgang, der direkt ins Freie oder in einen gesicherten Bereich führt, nennt man Notausgang.
In Deutschland sind Fluchtwege in der ASR A2.3 (Technische Regeln für Arbeitsstätten) für Arbeitsstätten geregelt. Der Begriff Fluchtweg nach ASR A2.3 entspricht aber dem des Rettungsweges, wie er im deutschen Baurecht (u. a. Musterbauordnung, Muster-Versammlungsstättenverordnung, Muster-Verkaufsstättenverordnung) verwendet wird. Die Kennzeichnung von Flucht- und Rettungswegen ist in der ASR A1.3 geregelt und entspricht der DIN EN ISO 7010.
Fluchtwege sind entlang des Verlaufs mit selbstleuchtenden oder beleuchteten Piktogrammen nach ASR A1.3 gekennzeichnet. Die Kennzeichnung ist oft mit einer Sicherheitsbeleuchtung gekoppelt. Diese Wege müssen so bemessen sein, dass die Personen, die sich zum Zeitpunkt einer besonderen Gefahr (z. B. Brand, Massenpanik) in einem Gebäude oder einem anderen Objekt aufhalten, dieses möglichst schnell verlassen können. Fluchtwege dürfen weder verstellt noch verschlossen werden.
Dies grenzt sie von Rettungswegen ab, die den Transport von Verletzten ermöglichen müssen. Häufig ist der Verlauf von Flucht- und Rettungswegen identisch. Reine Rettungswege dürfen in der Regel nur von Einsatzkräften betreten werden. Ein Betreten durch Nicht-Einsatzkräfte ist nur auf ausdrückliche Anordnung z. B. eines Brandschutzbeauftragten zulässig.

## Allgemeines
Das Bauordnungsrecht stellt an Fluchtwege je nach Sonderbau und Wertigkeit des jeweiligen Fluchtwegs (Treppenhäuser sind z. B. höherwertig als Flure) unterschiedliche Anforderungen an Abtrennung mit Brand- oder Rauchschutztüren bzw. Brandwänden und -decken zu Bereichen mit höherer Brandgefahr und Minimierung von Brandlasten in den Fluchtwegen (schwer entflammbare oder nicht brennbare Bodenbeläge etc.). Versorgungsleitungen (z. B. Kabel) dürfen nur in sehr eingeschränkter Menge durch Fluchtwege verlegt werden. Im Regelfall sind elektrische Notbeleuchtung und Fluchtwegkennzeichnung erforderlich. Türen in Fluchtwegen dürfen während der Betriebszeiten eines Gebäudes in der Regel nicht verschlossen sein beziehungsweise müssen sich einfach mit einem Handgriff öffnen lassen. Um Panikfallen zu verhindern, bietet es sich an, dass die Türen in Fluchtrichtung öffnen. Hierzu besteht jedoch meist keine rechtliche Vorgabe. Lediglich Notausgangtüren müssen nach außen aufschlagen.
Der Verlauf von Flucht- und Rettungswegen wird in großen Gebäuden meist auf Flucht- und Rettungswegplänen dargestellt.
Gewisse Bauordnungen oder Verordnungen lassen gegebenenfalls auch einen Verschluss von Flucht- oder Rettungswegen in Deutschland zu. Allerdings gibt es auch Vorschriften und einschlägige Normen, die einen Verschluss zu jeglichem Zeitpunkt verbieten.
Der Fluchtweg muss so ausgeführt sein, dass sich Personen auch bei einer Verrauchung des Weges nicht verletzen oder verirren können. Deshalb sind Fluchtwege sowie deren Verlauf und Ausführung ein zentrales Element der Gebäudeerschließung. Schwierig ist dies oft in Einkaufszentren, da sich dort viele ortsunkundige Personen aufhalten und es viele teils unübersichtliche und enge Gänge gibt.
Für die Mindestabmessungen von Rettungswegen gibt es Verordnungen, Normen und Richtlinien, die beim Bau von Gebäuden zwingend einzuhalten sind. Sie richten sich nach der Art und Nutzung des Gebäudes.
Ein Beispiel aus Deutschland:

„Die lichte Breite eines jeden Teiles von Rettungswegen muss mindestens 1,20 m betragen. Die lichte Breite eines jeden Teiles von Rettungswegen muss für die darauf angewiesenen Personen mindestens betragen bei
1. Versammlungsstätten im Freien sowie Sportstadien 1,20 m je 600 Personen,
2. anderen Versammlungsstätten 1,20 m je 200 Personen.

Staffelungen sind nur in Schritten von 0,60 m zulässig. Bei Rettungswegen von Versammlungsräumen mit nicht mehr als 200 Besucherplätzen und bei Rettungswegen im Bühnenhaus genügt eine lichte Breite von 0,90 m. Für Rettungswege von Arbeitsgalerien genügt eine Breite von 0,80 m.“

In Gebäuden werden für jede Nutzungseinheit mit Aufenthaltsräumen (z. B. Wohnung) zwei Rettungswege gefordert, wobei oft die Rettungsgeräte der Feuerwehr (tragbare Leitern, Drehleiter) den zweiten Rettungsweg bilden. Da mit diesen Rettungsgeräten nur eine geringe Personenanzahl im Gefahrenfall gerettet werden kann, ist in Gebäuden, bei denen mit einer größeren Personenzahl zu rechnen ist (z. B. Versammlungsstätten) ein zweiter baulicher Rettungsweg notwendig. Bei Gebäuden über der Hochhausgrenze müssen in der Regel beide Rettungswege über zwei notwendige Treppen oder einen Rettungstreppenraum (u. a. überdruckbelüftet) realisiert werden, da nicht jedes Geschoss mit den Leitern der Feuerwehr erreicht werden kann.
Ein bedeutendes Thema ist der Fluchtweg bei Tunnelanlagen oder auf Autobahnen innerhalb von Lärmschutzwänden. Oft weisen besondere Piktogramme auf Richtung und Länge der Fluchtwege hin, um die Wahl der Fluchtrichtung zu erleichtern. Fehlende Fluchtwege können bei einem Brand zu einer Katastrophe führen. Beispielsweise mussten bei der Brandkatastrophe der Gletscherbahn Kaprun 2 die Passagiere eines brennenden Zuges durch einen mit Brandgasen gefüllten Tunnel flüchten. 155 Menschen starben hierbei, lediglich 12 Passagiere konnten sich retten.
Die Kennzeichnung von Rettungswegen sollte nach der aktuell gültigen DIN EN ISO 7010 erfolgen. Zur internationalen Verständlichkeit sind nur noch Schilder mit Piktogrammen zu verwenden. Textschilder wie z. B. „Notausgang“ sollten vermieden werden. Zudem sind vor allem bei langen Fluchtwegen sowie großen Räumen die Erkennungsweiten zu beachten.

## Bauliche Möglichkeiten

### Leiter

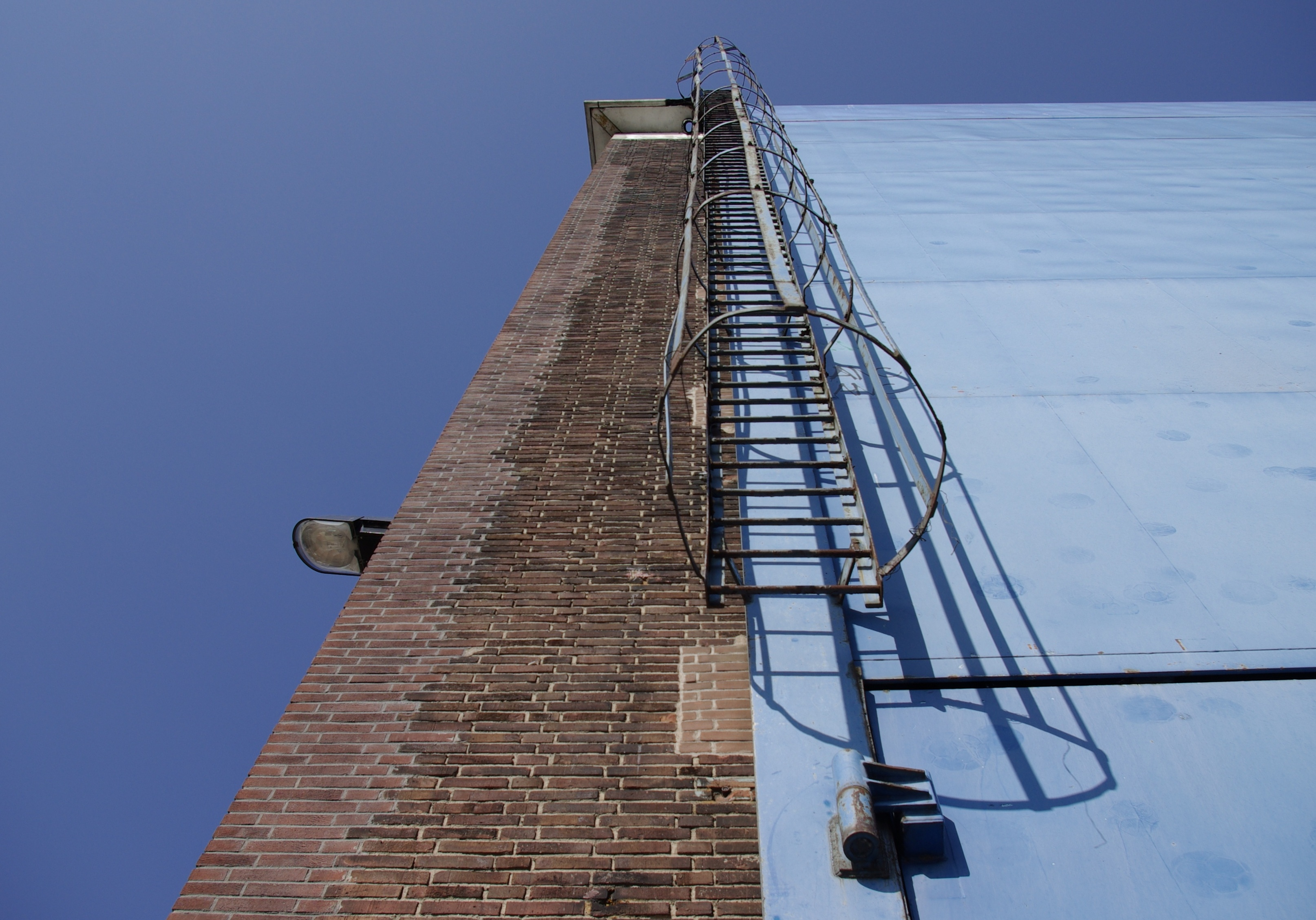
Rettungsleiter an einem Fabrikgebäude in Amsterdam, 2009

Die einfachste Möglichkeit um einen Fluchtweg für erhöhte Stockwerke zu bauen, ist eine Stahlleiter (Feuerleiter), die von einem Podest senkrecht nach unten führt.

#### Vorteile
- Geringe Kosten
- Platzsparende Bauweise
- Wartungs- und verschleißarm
- Kann zum Auf- und Abstieg benutzt werden

#### Nachteile
- Kann von körperbehinderten Personen möglicherweise nicht benutzt werden
- Absturzgefahr (kann mit einem Rückenschutz jedoch vermindert werden)
- Eventuell Auslösung von Höhenangst
- Schwierigere Benutzung bei Nässe und Glätte (kann mit einem wasserdichten Käfig vermieden werden, dieser ist aber teuer und verdeckt möglicherweise Licht von außen)
- Anstrengende Benutzung
- Langsamer Personenfluss

### Treppe

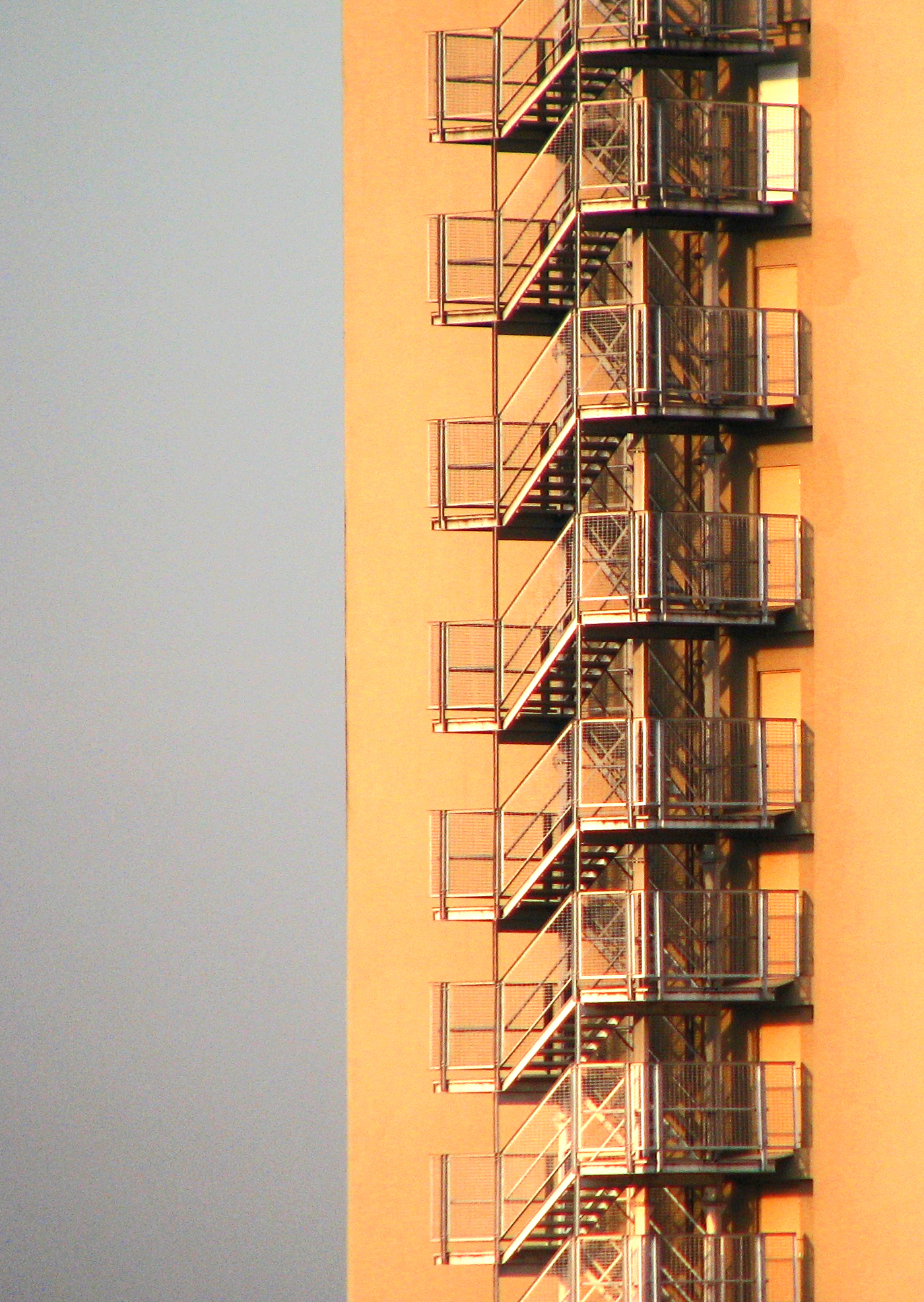
Fluchttreppe an einem Hochhaus in São Paulo, 2008

Eine verbesserte Variante der Leiter ist eine Treppe (entweder außerhalb des Gebäudes oder innerhalb), die (ähnlich wie eine Leiter) Ebene für Ebene nach unten führt. Häufigste Ausführung des Fluchtweges in Gebäuden, oft auch regulär benutzbar.

#### Vorteile
- Kann auch von körperbehinderten Personen (evtl. mit permanenter Hilfe) benutzt werden
- Schutz gegen Nässe und Glätte möglich
- Erzeugt (falls das Treppenhaus keine Fenster hat) keine Höhenangst
- Kann zum Auf- und Abstieg benutzt werden

#### Nachteile
- Teurer und größerer Platzbedarf als Leiter
- Sturz- und Verletzungsgefahr beim schnellen Herunterrennen

### Rutsche

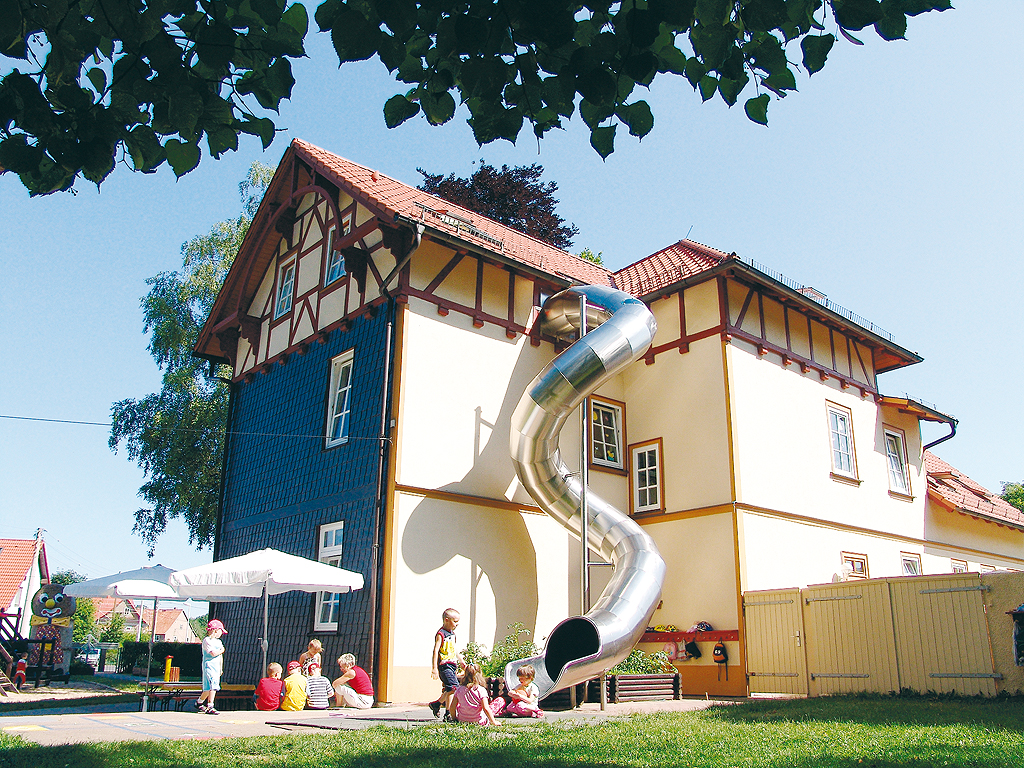
Evakuierungsrutsche an einem Kindergarten, 2008

Eine Röhrenrutsche aus stabilem Material (z. B. Metall oder besser: Kunststoff), die entweder direkt oder auch von Ebene zu Ebene nach unten führt.

#### Vorteile
- Schnelle Rettung
- Kaum Verletzungsgefahr
- Problemlose Benutzung durch körperlich behinderte Personen (lediglich der Start erfordert vielleicht Hilfe)

#### Nachteile
- Sehr teuer
- Viel Platzbedarf
- Kann Klaustrophobie (umgangssprachlich: Platzangst) und Schwindelgefühle auslösen
- Ausstieg bei hohen Geschwindigkeiten schwierig
- Falls die Röhre mehrere Einstiege hat: Gefahr des Zusammenprallens von Benutzern verschiedener Einstiege
- Muss eine Röhrenrutsche sein (erhöht den Preis noch einmal), damit man nicht aus der Rutschbahn nach oben herausfliegt
- Nur Nutzung als Fluchtweg, da kein Aufstieg möglich

## Unterschiedliche Definitionen deutschsprachiger Länder bzw. Landesteile

### Deutschland
Flucht- und Rettungswege
In Vorschriften, Produktbeschreibungen und Richtlinien wird oftmals auch der Begriff Flucht- und Rettungsweg benutzt.
Zum Thema Flucht- bzw. Rettungswege sind unterschiedliche teilweise sich widersprechende Landes- bzw. Fachbauordnungen, staatl. Verordnungen, Unfallverhütungsvorschriften, Regeln, Richtlinien, Berufsgenossenschaftliche Vorgaben (Vorschriften, Regeln, Informationen), Ausführungsbestimmungen und Normen zu berücksichtigen.

„§ 33 (MBO) Erster und zweiter Rettungsweg
(1)
1 Für Nutzungseinheiten, wie Wohnungen, Praxen, selbstständige Betriebsstätten müssen in jedem Geschoss mit Aufenthaltsräumen mindestens zwei voneinander unabhängige Rettungswege ins Freie vorhanden sein; beide Rettungswege dürfen jedoch innerhalb des Geschosses über denselben notwendigen Flur führen.
2 Ein zweiter Rettungsweg ist für eingeschossige, zu ebener Erde liegende Nutzungseinheiten nicht erforderlich, wenn im Brandfall die Rettung über einen direkten Ausgang ins Freie möglich ist.
(2)
1 Für Nutzungseinheiten nach Absatz 1, die nicht zu ebener Erde liegen, muss der erste Rettungsweg über eine notwendige Treppe führen.
2 Der zweite Rettungsweg kann eine weitere notwendige Treppe oder eine mit Rettungsgeräten der Feuerwehr erreichbare Stelle der Nutzungseinheit sein.
3 Ein zweiter Rettungsweg ist nicht erforderlich, wenn die Rettung über einen sicher erreichbaren Treppenraum möglich ist, in den Feuer und Rauch nicht eindringen können (Sicherheitstreppenraum).
(3)
1 Gebäude, deren zweiter Rettungsweg über Rettungsgeräte der Feuerwehr führt und bei denen die Oberkante der Brüstung von zum Anleitern bestimmten Fenstern oder Stellen mehr als 8 m über der Geländeoberfläche liegt, dürfen nur errichtet werden, wenn die Feuerwehr über die erforderlichen Rettungsgeräte wie Hubrettungsfahrzeuge verfügt.
2 Bei Sonderbauten ist der zweite Rettungsweg über Rettungsgeräte der Feuerwehr nur zulässig, wenn keine Bedenken wegen der Personenrettung bestehen.“

„Aus verschiedenen Landes- bzw. Fachbauordnungen ergibt sich der Sinn des Rettungsweges. Er soll den Rettungskräften ermöglichen, Personen aus einer Gefahrenlage zu retten.
Da neben den sich in Gefahr befindlichen Personen auch die Rettungskräfte einen Fluchtweg brauchen, werden die Rettungswege in der Regel auch als Fluchtwege ausgestaltet.“

„§ 3.1 Fluchtwege sind Verkehrswege, an die besondere Anforderungen zu stellen sind und die der Flucht aus einem möglichen Gefährdungsbereich und in der Regel zugleich der Rettung von Personen dienen. Fluchtwege führen ins Freie oder in einen gesicherten Bereich. Fluchtwege im Sinne dieser Regel sind auch die im Bauordnungsrecht definierten Rettungswege, sofern sie selbstständig begangen werden können.
- Den ersten Fluchtweg bilden die für die Flucht und Rettung erforderlichen Verkehrswege und Türen, die nach dem Bauordnungsrecht notwendigen Flure und Treppenräume für notwendige Treppen sowie die Notausgänge.
- Der zweite Fluchtweg führt durch einen zweiten Notausgang, der als Notausstieg ausgebildet sein kann.“

„Ein Rettungsweg, der z. B. auf die Hilfe einer Drehleiter der Feuerwehr angewiesen ist, ist kein Fluchtweg! Der zweite Fluchtweg muss nicht zwangsläufig auch ein Rettungsweg sein.“

### Italien (Südtirol)
In den Dekreten werden Fluchtwege genannt. Die Sicherheitszone entspricht dem deutschen „gesicherten Bereich“.

### Liechtenstein
„1) Für die vom Brandschutzgesetz erfassten Bauten, Einrichtungen, Lager und Anlagen gelten die nachstehenden Normen, Richtlinien und Prüfbestimmungen der Vereinigung Kantonaler Feuerversicherungen (VKF), in der jeweils geltenden Fassung: […]
 g) Flucht- und Rettungswege;
 h) Kennzeichnung von Fluchtwegen – Sicherheitsbeleuchtung – Sicherheitsstromversorgung;“

Die Brandschutznorm der Schweiz wurde in Liechtenstein übernommen.

### Luxemburg
Flucht- und Rettungswege. Beide Begriffe werden gebraucht.

### Österreich
Der Unterschied wird in Österreich so definiert, dass man über einen Fluchtweg einen Gefahrenbereich mit eigener Kraft verlassen können muss, während man bei einem Rettungsweg in der Lage sein muss, einen Gefahrenbereich mit fremder Hilfe zu verlassen.
Als Kennzeichnung ist die ÖNORM EN ISO 7010 seit dem 1. Oktober 2012 gültig.

### Schweiz
„1. Als Fluchtweg gilt der kürzeste Weg, der Personen zur Verfügung steht, um von einer beliebigen Stelle in Bauten und Anlagen an einen sicheren Ort ins Freie oder an einen sicheren Ort im Gebäude zu gelangen.
 2. Als Rettungsweg gilt der kürzeste Weg, der der Feuerwehr und den Rettungskräften als Einsatzweg zu einer beliebigen Stelle in Bauten und Anlagen dient. Fluchtwege können als Rettungswege dienen.“

## Baurechtliche Anforderungen

### Arbeitsstättenrichtlinie ASR A2.3
- Die Mindestbreite eines Fluchtwegs beträgt 90 cm bei einer Höchstzahl von 5 Personen, die ihn im Bedarfsfall benutzen.[6] Bei bis zu 20 Personen beträgt die Breite 1 m, bei bis zu 200 Personen 1,2 m, bei bis zu 300 Personen 1,8 m und bei bis zu 400 Personen 2,4 m. Durch Türen darf die Mindestbreite von Fluren um höchstens 15 cm eingeschränkt werden, soweit die lichte Breite nicht weniger als 80 cm beträgt. Die lichte Höhe muss mindestens 2 m betragen, an Türen 195 cm.
- Manuell betätigte Türen in Notausgängen müssen in Fluchtrichtung aufschlagen. Manuelle Schiebe- und Karusselltüren sind nicht zulässig (wohl aber bestimmte automatische Türen, siehe Fluchtwegschiebetür). Türen im Verlauf von Fluchtwegen und Notausstiege müssen sich leicht und ohne besondere Hilfsmittel öffnen lassen.
 Verschließbare Türen und Tore im Verlauf von Fluchtwegen bedürfen besonderer mechanischer Entriegelungseinrichtungen oder einer automatischen Steuereinheit (Fluchttürterminal), die durch Betätigungselemente (z. B. Türdrücker, Panikstange, Panikschloss, Paniktreibriegel oder Stoßplatte) jederzeit leicht in Fluchtrichtung zu öffnen sind.
 Alternativ möglich sind bauordnungsrechtlich zugelassene elektrische Verriegelungssystemen mit Not-Auf-Taste, welche bei Stromausfall selbstständig entriegeln.
- Automatische Türen im Verlauf von Fluchtwegen sind in Räumen ohne besondere Brandgefährdung zulässig, wenn sie den bauordnungsrechtlichen Anforderungen entsprechen (soweit sie sich nicht in Notausgängen befinden, die ausschließlich im Notfall benutzt werden). Sie dürfen gegen die Fluchtrichtung aufschlagen, soweit eine gesonderte Gefährdungsbeurteilung dies erlaubt.
- Treppen im Verlauf von ersten Fluchtwegen müssen gerade verlaufen, d. h. sie dürfen an keiner Stelle gewendelt sein.
- Weniger als drei Stufen sind im Verlauf von Fluchtwegen nicht zulässig. Schrägrampen dürfen maximal 6 % geneigt sein.
- Notausstiege müssen im Lichten mindestens 90 cm in der Breite und mindestens 120 cm in der Höhe weit sein. Gegebenenfalls sind Aufstiegshilfen erforderlich (z. B. Podest, Treppe, Steigeisen oder Haltestangen zum Überwinden von Brüstungen).
- Führt der zweite Fluchtweg über eine Dachfläche, so muss diese den bauordnungsrechtlichen Anforderungen an Rettungswege entsprechen (z. B. hinsichtlich Tragfähigkeit, Feuerwiderstandsdauer und Umwehrungen).
- Gefangene Räume dürfen als Arbeits-, Bereitschafts-, Liege-, Erste-Hilfe- und Pausenräume nur genutzt werden, wenn die Nutzung nur durch eine geringe Anzahl von Personen erfolgt und die Alarmierung im Gefahrenfall (z. B. durch automatische Brandmeldeanlage) oder eine Sichtverbindung zum Nachbarraum gewährleistet ist, sofern der gefangene Raum nicht zum Schlafen genutzt und eine geringe Brandgefährdung im vorgelagerten Raum gegeben ist.
- Fluchtwege, Notausgänge, Notausstiege und Türen im Verlauf von Fluchtwegen müssen nach ASR A1.3 „Sicherheits- und Gesundheitsschutzkennzeichnung“ gekennzeichnet werden, erforderlichenfalls ist ein Sicherheitsleitsystem einzurichten.
 Notausgänge und Notausstiege sind, auf der Außenseite mit dem Verbotszeichen „P023 Abstellen oder Lagern verboten“ zu kennzeichnen und ggf. gegen das Abstellen von Fahrzeugen zu sichern.
- Eine Sicherheitsbeleuchtung in Fluchtwegen ist in Arbeitsstätten mit großer Personenbelegung, hoher Geschosszahl, Bereichen erhöhter Gefährdung oder unübersichtlicher Fluchtwegführung, sowie solchen, die durch ortsunkundige Personen genutzt werden, in denen große Räume durchquert werden müssen (z. B. Hallen, Großraumbüros oder Verkaufsgeschäfte) oder die nicht über eine Tageslichtbeleuchtung verfügen (z. B. unterirdische Räume) vorzusehen.
- In folgenden Fällen ist ein Flucht- und Rettungsplan aufzustellen: Bei unübersichtlicher Flucht- und Rettungswegführung (z. B. über Zwischengeschosse, durch größere Räume, gewinkelte oder von den normalen Verkehrswegen abweichende Wegführung); bei einem hohen Anteil an ortsunkundigen Personen (z. B. Arbeitsstätten mit Publikumsverkehr); in Bereichen mit einer erhöhten Gefährdung; wenn sich aus benachbarten Arbeitsstätten Gefährdungsmöglichkeiten ergeben (z. B. durch explosions- bzw. brandgefährdete Anlagen oder Stofffreisetzung).

(Quelle:)